# Inversion du risque
En finance, le risk reversal (également appelée conversion lorsqu'il s'agit d'une stratégie d'investissement) peut faire référence à une mesure du volatility skew ou à une stratégie de trading.

## Stratégie d'investissement
Un risk-reversal est une position d'option qui consiste à vendre (c'est-à-dire être short) un put hors de la monnaie et à acheter (c'est-à-dire à être long) un call hors de la monnaie, les deux options expirant à la même date d'expiration.
Dans cette stratégie, l'investisseur déterminera d'abord s'il voit une tendance haussière ou non du marché sur une action ou un indice. Si cette vision est haussière, il prendra une position longue. Cependant, au lieu d'être long sur l'action, on achètera une option d'achat hors de la monnaie et vendra simultanément une option de vente hors de la monnaie, en utilisant l'argent de la vente de l'option de vente pour acheter l'option d'achat. Ensuite, à mesure que le prix du sous-jacent augmente, l’option d’achat vaudra plus et l’option de vente vaudra moins.
Une position sur un risk-reversal peut simuler le comportement du pnl d'un titre sous-jacent. Il s’agit d’une stratégie d’investissement qui revient à la fois à acheter et à vendre simultanément des options hors monnaie.

## Risk Reversal (mesure du vol-skew)
Le risk reversal peut aussi être utilisé dans la cotation d'options d'achat et de vente hors du cours similaires, généralement des options de change. Au lieu de donner le prix de l'option, les brokers indiquent leur volatilité.
{\displaystyle RR_{25}=\sigma _{call,25}-\sigma _{put,25}}
Autrement dit, pour une échéance donnée, le risk-reversal à 25 est la volatilité du 25 delta call moins la volatilité du 25 delta put. Le put delta 25 est le put dont le strike a été choisi tel que le delta soit de -25% et le call delta, le call dont le strike a été choisi tel que le delta de ce call est de +25%.
Plus la demande pour un contrat d’options est forte, plus son prix est élevé et donc plus sa volatilité implicite est grande. Un risk reversal positif signifie que la volatilité implicite des options d'achat est supérieure à la volatilité implicite des options de vente similaires, ce qui implique une distribution « positivement » asymétrique ("skewed") des rendements spot attendus.

## Autres liens externes
- Description Reuters :